# العلاقات الإستونية اللاتفية
العلاقات الإستونية اللاتفية هي العلاقات الثنائية التي تجمع بين إستونيا ولاتفيا.

## مقارنة بين البلدين
هذه مقارنة عامة ومرجعية للدولتين:
| وجه المقارنة                                              | إستونيا                                                                             | لاتفيا                                             |
| --------------------------------------------------------- | ----------------------------------------------------------------------------------- | -------------------------------------------------- |
| المساحة (كم2)                                             | 45.34 ألف                                                                           | 64.59 ألف                                          |
| عدد السكان (نسمة)                                         | 1.32 مليون                                                                          | 1.93 مليون                                         |
| الكثافة السكانية (ن./كم²)                                 | 29.11                                                                               | 29.88                                              |
| العاصمة                                                   | تالين                                                                               | ريغا                                               |
| اللغة الرسمية                                             | اللغة الإستونية                                                                     | اللغة اللاتفية                                     |
| العملة                                                    | يورو، كرون إستوني، كرون إستوني، المارك الإستوني                                     | يورو، لاتس لاتفي، الروبل اللاتفي ‏، الروبل اللاتفي ‏ |
| الناتج المحلي الإجمالي (بليون دولار)                      | 25.92 مليار                                                                         | 30.26 مليار                                        |
| الناتج المحلي الإجمالي (تعادل القوة الشرائية) بليون دولار | 38.11 مليار                                                                         | 49.24 مليار                                        |
| الناتج المحلي الإجمالي الاسمي للفرد دولار أمريكي          | 17.79 ألف                                                                           | 14.06 ألف                                          |
| الناتج المحلي الإجمالي للفرد دولار أمريكي                 | 28.14 ألف                                                                           | 23.55 ألف                                          |
| مؤشر التنمية البشرية                                      | 0.871                                                                               | 0.819                                              |
| رمز المكالمات الدولي                                      | +372                                                                                | +371                                               |
| رمز الإنترنت                                              | .ee                                                                                 | .lv                                                |
| المنطقة الزمنية                                           | ت ع م+02:00، ت ع م+03:00، توقيت شرق أوروبا، أوروبا/تالين ‏، توقيت شرق أوروبا الصيفي ‏ | ت ع م+02:00، ت ع م+03:00، أوروبا/ريغا ‏             |

## مدن متوأمة
في ما يلي قائمة باتفاقيات التوأمة بين مدن إستونية ولاتفية:
- ترتبط مدينة بارنو [الإنجليزية]‏ مع يلغافا باتفاقية توأمة.[17]
- ترتبط Tartu (urban municipality) [الإنجليزية]‏ مع ريغا باتفاقية توأمة.[18]
- ترتبط راكفير مع سسيس باتفاقية توأمة منذ 1991.[19][20][21][22]
- ترتبط فيلياندي مع فالميرا باتفاقية توأمة.
- ترتبط ماردو مع جيكاببيلس باتفاقية توأمة.
- ترتبط مقاطعة لين-فيرو مع بلدية دوبيل باتفاقية توأمة.
- ترتبط كايلا (مدينة) مع سيغولدا باتفاقية توأمة منذ 6 أبريل 2009.[23][23]
- ترتبط فورو (بلدة) مع آلوكسني باتفاقية توأمة.
- ترتبط Haapsalu (urban municipality) [الإنجليزية]‏ مع إيكشكيل باتفاقية توأمة.[24][25][26][27]
- ترتبط Kunda City ‏ مع بروكني باتفاقية توأمة منذ 1994.[28][28][28]
- ترتبط Paide (urban municipality) [الإنجليزية]‏ مع سالدوس باتفاقية توأمة.[29]
- ترتبط تالين مع ريغا باتفاقية توأمة منذ 1955.[30][31][31][31]

## منظمات دولية مشتركة
يشترك البلدان في عضوية مجموعة من المنظمات الدولية، منها:
| علم المنظمة | اسم المنظمة                               | تاريخ انضمام إستونيا | تاريخ انضمام لاتفيا |
| ----------- | ----------------------------------------- | -------------------- | ------------------- |
|             | الاتحاد الأوروبي                          | 1 مايو 2004          | 1 مايو 2004         |
|             | وكالة ضمان الاستثمار متعدد الأطراف        | 24 سبتمبر 1992       | 21 أغسطس 1998       |
|             | منظمة التعاون الاقتصادي والتنمية          | ?                    | 16 يونيو 2016       |
|             | الأمم المتحدة                             | 17 سبتمبر 1991       | 17 سبتمبر 1991      |
|             | الفريق المعني برصد الأرض                  | ?                    | ?                   |
|             | مركز تنسيق الحركة في أوروبا ‏              | ?                    | ?                   |
|             | Nordic Battlegroup ‏                       | ?                    | ?                   |
|             | منظمة حظر الأسلحة الكيميائية              | ?                    | ?                   |
|             | منظمة التجارة العالمية                    | ?                    | 1999                |
|             | منظمة الشرطة الجنائية الدولية             | ?                    | ?                   |
|             | مجلس دول بحر البلطيق                      | ?                    | ?                   |
|             | منظمة الأمن والتعاون في أوروبا            | 10 سبتمبر 1991       | 10 سبتمبر 1991      |
|             | مؤسسة التنمية الدولية                     | 11 أكتوبر 2008       | 11 أغسطس 1992       |
|             | حلف شمال الأطلسي                          | 29 مارس 2004         | 29 مارس 2004        |
|             | يونسكو                                    | 14 أكتوبر 1991       | 9 يوليو 1951        |
|             | مجلس أوروبا                               | ?                    | ?                   |
|             | مجلس البلطيق                              | ?                    | ?                   |
|             | الاتحاد البريدي العالمي                   | ?                    | ?                   |
|             | البنك الدولي للإنشاء والتعمير             | 23 يونيو 1992        | 11 أغسطس 1992       |
|             | اتفاقية السماوات المفتوحة                 | ?                    | ?                   |
|             | المنظمة الهيدروغرافية الدولية             | ?                    | ?                   |
|             | الاتحاد الدولي للاتصالات                  | 19 مايو 1922         | 11 ديسمبر 1921      |
|             | مؤسسة التمويل الدولية                     | 9 أغسطس 1993         | 29 سبتمبر 1993      |
|             | المنظمة الأوروبية لسلامة الملاحة الجوية   | 2015                 | 2011                |
|             | المركز الدولي لتسوية المنازعات الاستشارية | 23 يوليو 1992        | 7 سبتمبر 1997       |
|             | مجموعة أستراليا                           | 2004                 | 2004                |
|             | مجموعة الموردين النوويين                  | ?                    | ?                   |

## وصلات خارجية
- موقع وزارة الخارجية الإستونية
- موقع وزارة الخارجية اللاتفية